# Fire Lake
Fire Lake est un lieu-dit qui tire son nom du lac Fire qui se déverse par un petit ruisseau et un lac dans la Petite rivière Manicouagan à environ 90 km au nord de la ville de Gagnon sur la Côte-Nord au Québec au Canada. 

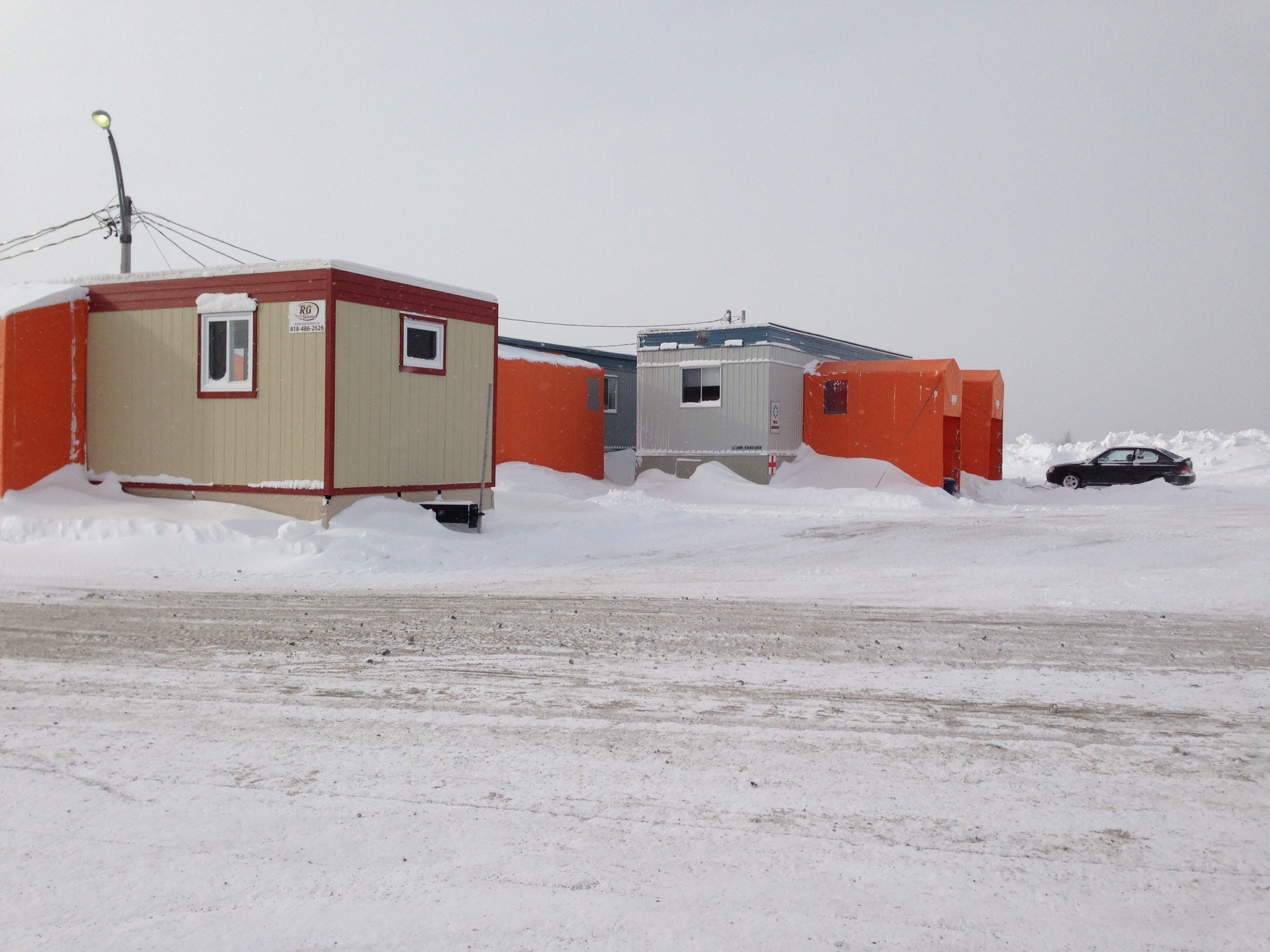
Camp du site minier de Fire Lake en 2013.

L'endroit fait l'objet d'une exploitation minière connue sous le nom de mine de Fire Lake depuis la fin des années 1970. De nos jours, la mine est toujours en opération par la compagnie ArcelorMittal Exploitation minière Canada.

## Toponymie
Le nom du lac Fire a été attribué dans les années 1950 par la compagnie minière Québec-Cartier, qui a effectué des prospections sur les bords du lac ; on ne connaît toutefois pas les raisons de cette appellation. Long de 2,6 km et large de 800 m[style à revoir][réf. souhaitée].

## Exploitation minière
La mine de Fire Lake est une mine à ciel ouvert qui a fait l'objet d'une exploitation considérable entre 1977 et 1984 par la compagnie Sidbec-Normines, consortium gouvernemental et privé.
Ces travaux ont été précédés, de 1971 à 1977, par la construction d'installations regroupées autour du hameau de Fire Lake et d'une route reliant ce dernier à l'ancienne ville de Gagnon plus au sud. La fermeture de la mine de Fire Lake en 1984 a entraîné l'abandon du hameau et de la ville de Gagnon l'année suivante. La production totale de cette mine a été de 54 millions de tonnes de fer, acheminées sous forme de boulettes de fer et de silice à l'usine de Port-Cartier, puis réexpédiées principalement en Europe[réf. souhaitée].
La mine de Fire Lake est toujours en exploitation aujourd'hui puisqu'elle est utilisée comme mine d'appoint depuis 2008 par la compagnie ArcelorMittal Exploitation minière Canada, établie à Mont-Wright. Son exploitation se limitait toutefois à la saison estivale, entre 2008 et 2014. Depuis, 2015 la mine opère sur une base annuelle[réf. souhaitée].